# Músculo levantador do véu palatino
O músculo levantador do véu palatino é um músculo do palato.